# Christian Lüth
Christian Lüth (geboren 1976) ist ein ehemaliger Pressesprecher der Alternative für Deutschland und rechtsextremer deutscher Politiker (parteilos, zuvor AfD und FDP). Von 2013 bis 2017 war er Leiter der Kommunikationsabteilung der Partei und anschließend bis 2020 Leiter der Pressestelle der AfD-Bundestagsfraktion. Im April 2020 wurde er von dieser Position zunächst freigestellt, weil er sich selbst als Faschisten bezeichnet hatte. Im September 2020 wurde er auf einstimmigen Beschluss des AfD-Fraktionsvorstands fristlos entlassen, nachdem menschenverachtende Äußerungen Lüths über die „Vergasung“ von Migranten bekannt geworden waren. Mitte 2024 wurde bekannt, dass er erneut im Umfeld der AfD-Bundestagsfraktion arbeitet, diesmal für einen Abgeordneten der AfD im Bundestag.

## Beruflicher Werdegang

### Ausbildung und Tätigkeit für die FDP
Lüth studierte zunächst Wirtschaftsinformatik an der Berufsakademie Stuttgart und wechselte später an die Freie Universität Berlin, wo er Politikwissenschaft studierte. Nach seinem Diplomabschluss arbeitete er unter anderem für die Friedrich-Naumann-Stiftung als Projektleiter in Honduras, wo er zeitweise auch Staatspräsident Manuel Zelaya beriet. Als im Juni 2009 das honduranische Militär den demokratisch gewählten Zelaya gewaltsam außer Landes schaffte und putschte, bezeichnete Lüth den Staatsstreich in Honduras zunächst als „Legende“ und äußerte anschließend Verständnis für das putschende Militär, von dem er sich eine „Rückkehr zu Rechtsstaat und Verfassung“ in dem zentralamerikanischen Land erhoffe. Später gestand er ein, dass der Sturz von Zelaya ein Verfassungsbruch gewesen sei. Angesichts der von Zelaya selbst begangenen Verfassungsbrüche sei es jedoch richtig gewesen, ihn aus dem Amt zu entfernen.
Ebenfalls in Honduras beriet Lüth nach eigenen Angaben den Wirtschaftsmagnaten Miguel Facussé, dem Menschenrechtsorganisationen vorwarfen, Morde an politischen Gegnern in Auftrag gegeben zu haben.
2011 versuchte Lüth erfolglos, in das von Dirk Niebel (FDP) geführte Bundesministerium für wirtschaftliche Zusammenarbeit nach Berlin zu wechseln. Ende 2011 hatte er kurzzeitig bei der dem Ministerium unterstellten Deutschen Gesellschaft für Internationale Zusammenarbeit (GIZ) und bis Anfang Februar 2012 als Referent im Referat 220 für Themen wie das „Innovationsmanagement“ gearbeitet, das Ministerium dann aber wieder verlassen müssen. Hintergrund war laut Medienberichten die mangelnde Eignung Lüths, der fälschlicherweise vorgegeben haben soll, die vom Ministerium per Hausverfügung verlangte Mindestnote 2 für Universitätsabsolventen zu erfüllen. Tatsächlich soll sein Abschluss in Politikwissenschaft mit einer Diplomarbeit zum Thema „Reformansätze in der UN-Friedenssicherung nach dem Völkermord in Ruanda“ diesen Anforderungen aber nicht genügt haben.
Danach arbeitete Lüth bis zum Ausscheiden der FDP aus dem Bundestag 2013 als Mitarbeiter des Bundestagsabgeordneten Hans-Werner Ehrenberg (FDP). 2013 wechselte er zur AfD.
Bereits in seiner Zeit als Mitarbeiter der FDP soll er unter Alkoholeinfluss öffentlich das Horst-Wessel-Lied gesungen haben.

### Tätigkeit für die AfD

#### Pressesprecher von Partei und Fraktion (2013–2020)
Lüth arbeitete seit 2013 für die AfD, zunächst als Leiter der Kommunikationsabteilung und nach dem Einzug der Partei in den Bundestag 2017 als Leiter der Pressestelle der AfD-Bundestagsfraktion. Er galt als enger Vertrauter der AfD-Parteiführung, insbesondere des Fraktionsvorsitzenden Alexander Gauland.
Nach Berichten des Magazins Stern aus dem Jahr 2018 schönte Lüth seinen Lebenslauf. Deshalb und wegen seines Rufs, öfter gegenüber politischen Berichterstattern gelogen zu haben, hatte er bei Journalisten den Spitznamen „Lügen-Lüth“. Auch Kollegen bei FDP und AfD beurteilten sowohl seinen Umgang mit Mitarbeitern als auch mit Journalisten als „unprofessionell“, „selbstherrlich“ und „unsouverän“.
Die damalige AfD-Vorsitzende Frauke Petry stellte im Jahr 2016 die Zusammenarbeit mit Lüth ein. Sie begründete dies mit Kritik an seiner Arbeit. Der übrige Bundesvorstand schloss sich ihrer Kritik nicht an und folgte dieser Entscheidung nicht.  Ende September 2020 berichteten verschiedene Medien, Petry und dem Bundesvorstand sei spätestens seit 2016 bekannt gewesen, dass Lüth den Hitlergruß zeigte.

#### Bekenntnis zum Faschismus und Entlassung (2020)
Im April 2020 stellte Alexander Gauland Lüth von seiner Tätigkeit als Pressesprecher der AfD-Bundestagsfraktion frei, unter anderem weil Lüth sich selbst als Faschist bezeichnet hatte. Der Fraktionsvorstand versäumte es anschließend, ihm fristgerecht zu kündigen.
Zuvor hatten verschiedene Medien wie Zeit Online über Lüths problematische Einstellung zum Nationalsozialismus und sein offenes Bekenntnis zum Faschismus berichtet. Mit Bezug auf seinen Großonkel Wolfgang Lüth, von dem er behauptete, er sei sein Großvater, soll Lüth ferner von seiner „arischen“ Abstammung gesprochen haben. Zudem sang Lüth laut Medienberichten wiederholt und enthusiastisch alte Wehrmachtslieder und fiel mehrfach durch „zweifelhafte Sprüche“ auf.
Er trat anschließend aus der Partei aus.
Am 28. September 2020 beschloss der Vorstand der AfD-Bundestagsfraktion die sofortige und fristlose Kündigung Lüths. Grund waren nunmehr bekannt gewordene Äußerungen des Pressesprechers über die Möglichkeit der „Erschießung“ oder „Vergasung“ von Migranten. Die Zeit hatte von den Recherchen für die Fernseh-Dokumentation Rechts. Deutsch. Radikal des Fernsehsenders ProSieben berichtet, nach denen Lüth zu seiner Zeit als Pressesprecher der AfD-Bundestagsfraktion in einem vermeintlich vertraulichen Gespräch mit der rechten Aktivistin Lisa Licentia die besagten Äußerungen getätigt hat. Auf die Frage, ob er mehr Migranten nach Deutschland holen wolle, antwortete Lüth in dem Gespräch demnach wörtlich: „Ja. Weil dann geht es der AfD besser. Wir können die nachher immer noch alle erschießen. Das ist überhaupt kein Thema. Oder vergasen, oder wie du willst. Mir egal!“ Die AfD müsse laut Lüth dafür sorgen, dass Deutschland sich in einer möglichst misslichen Lage befinde, um die eigene politische Position im Land zu sichern: „Solange die AfD noch ein bisschen instabil ist […] müssen wir dafür sorgen, dass es Deutschland schlecht geht.“
Die Veröffentlichung dieser Recherche führte dazu, dass der AfD-Fraktionsvorstand Lüth am 28. September fristlos kündigte, nachdem mehrere Abgeordnete entsprechende Anträge für die Fraktionssitzung vorbereitet hatten. Mehrere AfD-Abgeordnete warfen dem Fraktionsvorsitzenden Gauland zudem vor, Lüth zu lange geschützt zu haben, was Gauland zurückwies. AfD-Bundessprecher Tino Chrupalla erklärte auf Twitter über die Äußerungen: „Es macht mich und die gesamte Partei fassungslos, dass solche Worte gefallen sein sollen.“ Allerdings sollen sowohl Chrupalla als auch Gauland und weitere AfD-Funktionäre von dem Treffen und von einigen der verstörenden Aussagen bereits seit Ende April 2020 gewusst haben. Trotzdem deckte unter anderem Gauland Lüth. Die Zeit stellte dazu basierend auf genannten Informationen fest, dass die Aufrichtigkeit der Distanzierung von Seiten der AfD nach Bekanntwerden der Äußerungen von Lüth mehr als fragwürdig sei.
In einer persönlichen Stellungnahme erklärte Lüth später, in dem für seine Entlassung maßgeblichen Gespräch seien „abscheuliche und nicht entschuldbare Äußerungen [gefallen], die von einer aufgeheizten, ironischen und übersteigerten Wortwahl geprägt waren“. Er stritt jedoch ab, rechtsradikal zu sein, und betonte, einen Großteil seines Lebens im Ausland verbracht zu haben und „mit vielen verschiedenen Kulturen in Berührung gekommen“ zu sein.

#### Strafverfahren wegen Körperverletzung (2020)
Im August 2020 musste sich Lüth wegen Körperverletzung vor dem Amtsgericht Tiergarten verantworten. Der Anklage zufolge hatte Lüth am 18. November 2019 an einem Zebrastreifen unweit des Bundestags eine 44-jährige Radfahrerin mit einem gezielten Schlag ins Gesicht zu Boden gestreckt. Die Frau erlitt unter anderem ein Hämatom am Auge. Am 18. August fand die Hauptverhandlung gegen Lüth statt. Wie eine Gerichtssprecherin auf Anfrage mitteilte, zeigte sich Lüth im Prozess geständig, gab jedoch an, dass sein Schlag angeblich versehentlich durch ein Hochreißen der Arme erfolgt sei. Das Gericht einigte sich mit Lüth auf eine vorläufige Einstellung des Verfahrens gegen Geldauflage. Lüth wurde zu einer Zahlung von 1000 Euro an die Justizkasse und 500 Euro an die Geschädigte verpflichtet.

#### Aktivitäten vor der baden-württembergischen Landtagswahl (2021)
Ende Januar 2021 wurde bekannt, dass Lüth, der einem Bericht der Süddeutschen Zeitung zufolge und demnach parteiseitig offiziell bestätigt bereits im Sommer 2020 aus der AfD ausgetreten war, mehrere baden-württembergische AfD-Kader angerufen und für eine Unterstützung Alice Weidels geworben hatte. Dem bei einigen der Kontaktierten entstandenen Eindruck, er habe im Auftrag von Alexander Gauland gehandelt, trat Lüth mit der Erklärung entgegen, es habe zwar Anrufe und Gespräche mit Gauland über die Kandidatur Weidels gegeben, doch habe er aus eigener Initiative gehandelt. Dem entspricht eine Verlautbarung aus Gaulands Büro, es habe „keinerlei Beauftragung“ gegeben.

#### Gescheiterte Tätigkeit für Kay Gottschalk, MdB
Der AfD-Abgeordnete Kay Gottschalk wollte Lüth 2022 als Mitarbeiter einstellen, löste den Vertrag jedoch noch vor dem Beginn der Tätigkeit wieder auf.

#### Tätigkeit für Jan Wenzel Schmidt, MdB
Seit dem 1. Juni 2024 arbeitet Lüth für den AfD-Abgeordneten Jan Wenzel Schmidt aus Sachsen-Anhalt als Referent.

## Familie und Privates
Lüth ist Vater und lebt im Berliner Stadtteil Zehlendorf.